# Saint Pierre Yaméogo
Saint Pierre Yaméogo (ur. 15 maja 1955 w Koudougou, zm. 1 kwietnia 2019 w Ouagadougou) – burkiński reżyser, scenarzysta i producent filmowy. Autor ośmiu filmów fabularnych. 
Jego dramat Wendemi (1993) prezentowany był premierowo w sekcji "Un Certain Regard" na 46. MFF w Cannes. Również jego późniejszy film, Delwende – pożeraczki dusz (2005), prezentowany był w ramach tej samej sekcji festiwalowej na 58. MFF w Cannes, gdzie zdobył dwie nagrody.